# Levée en masse

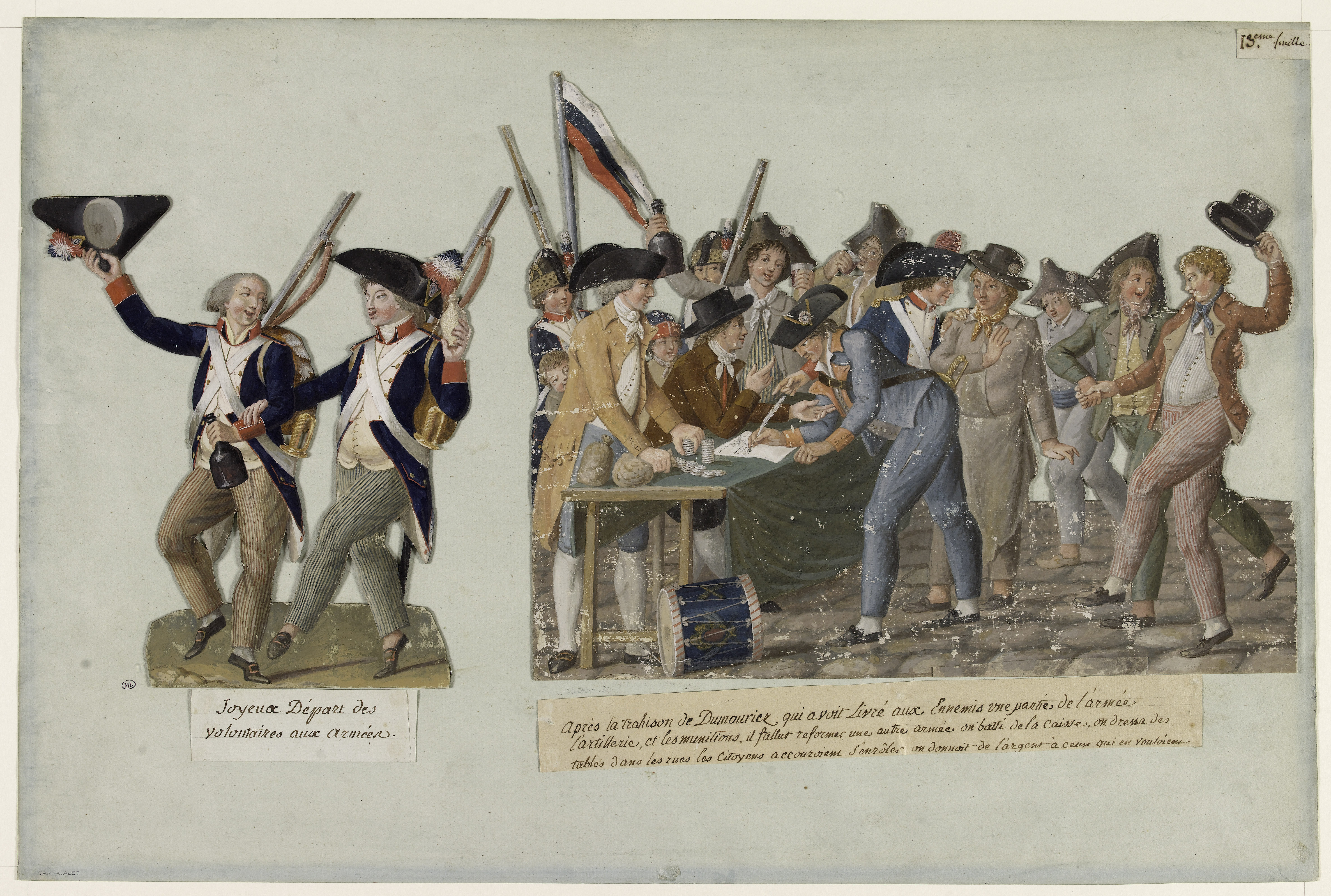
Samtida skildring av franska nationalförsamlingens levée en masse 1793 med några parisiska sans-culottes som patriotiskt värvar sig till armén. Jean-Baptiste Lesueur cirka 1793.

Levée en masse (franska: 'massuppbåd') är en stats massmobilisering och utskrivning av hela den stridsdugliga befolkningen till värnplikt under krigstid. Det användes första gången påbjudet av staten, men avser särskilt fall av spontant tagande till vapen av civilbefolkningen vid krig, när det inte finns tid att upprätta ett förband som uppfyller de krav som krigets lagar ställer (jämför militär nödvändighet).
Levée en masse kan exempelvis innebära att lokalbefolkningen tar till vapen inför utsikten att fienden närmar sig och skulle ockupera trakten. En sådan spontan organisation behöver varken ha emblem eller annan uniform eller befäl för att vara en legal kombattant och därmed skyddas de av Haagkonventionen och Genèvekonventionen, detta till skillnad från illegala kombattanter. Blir levée en masse tillfångatagna av fienden ska de alltså betraktas som krigsfångar. Det är ett krigsbrott att attackera civila under krig. Detta gäller inte levée en masse så länge som de strider.
Levée en masse måste vara öppet stridande, och markera skillnad gentemot den icke stridande civilbefolkningen. De får bara strida mot främmande trupper, och aldrig vid inbördeskrig (jämför paramilitär). 
Begreppet myntades under den franska revolutionen 1793, när nationalförsamlingen behövde fler soldater än de volontärer de redan i två år kallat in. Med levée en masse kallades alla in till ett militärt och civilt försvar. Internationell rätt vid levée en masse finns i Haagkonventionen (Annex, sektion 1, kapitel 1, artikel 2) och Tredje Genevekonventionen 4.A.6. Det är ett slags insurrektionalism och folkuppror som framför allt har uppfattats som en fransk krigföring, men termen används också för de slags folkarméer och medföljande folkkrig som kännetecknade exempelvis första och andra världskrigen. Fenomenet tycks hänga ihop med det extrema våld mot civilbefolkningen som blev vanligt i krig under samma tid. Idéhistoriskt hör levée en masse ihop med romantiken och den dit hörande uppfattningen om nationen och nationalstaten, och följaktligen användes folket i krigföring under 1800-talet, exempelvis av Massimo d'Azeglio. Under 1900-talet definierade Che Guevara gerillakrigföring som en levée en masse, som en beväpnad kärna i folket som agerar med stöd av den lokala befolkningen.